# Wahlkreis Bologna – Mazzini
Der Wahlkreis Bologna – Mazzini war von 1993 bis 2005 und von 2017 bis 2020 ein Wahlkreis (italienisch collegio elettorale) für die Wahl der Abgeordnetenkammer.

## Von 1993 bis 2005

### Wahlkreisgebiet
Der Wahlkreis umfasste den Teil der Gemeinde Bologna, der aus Stadtviertel Galvani, Murri, Mazzini und San Vitale bestand.

### Wahlergebnisse

#### Parlamentswahl 1994

##### Direktstimmen
| Kandidaten               | Kandidaten                  | Parteien                                 | Stimmen | %    |
| ------------------------ | --------------------------- | ---------------------------------------- | ------- | ---- |
|                          | Giovanna Grignaffinigewählt | Progressisti                             | 45.418  | 47,1 |
|                          | Giovanni Tamburini          | Polo delle Libertà (FI – LN – CCD – UdC) | 26.343  | 27,3 |
|                          | Marco Masi                  | Patto per l’Italia                       | 13.565  | 14,1 |
|                          | Natale Pancaldi             | Alleanza Nazionale                       | 11.162  | 11,6 |
| Gesamt                   | Gesamt                      | Gesamt                                   | 96.488  | 100  |
|                          |                             |                                          |         |      |
| Ungültige Stimmen        | Ungültige Stimmen           | Ungültige Stimmen                        | 3.861   | 3,8  |
| Wähler                   | Wähler                      | Wähler                                   | 100.349 | 94,9 |
| Wahlberechtigte          | Wahlberechtigte             | Wahlberechtigte                          | 105.701 |      |
|                          |                             |                                          |         |      |
| Quelle: Innenministerium |                             |                                          |         |      |

##### Listenstimmen
| Parteien                             | Parteien                        | Parteien                           | Stimmen | %    |
| ------------------------------------ | ------------------------------- | ---------------------------------- | ------- | ---- |
|                                      | Progressisti                    | Partito Democratico della Sinistra | 32.392  | 33,1 |
| Partito della Rifondazione Comunista | Progressisti                    | 5.062                              | 5,2     |      |
| Federazione dei Verdi                | Progressisti                    | 3.356                              | 3,4     |      |
| Alleanza Democratica                 | Progressisti                    | 2.051                              | 2,1     |      |
| Partito Socialista Italiano          | Progressisti                    | 1.291                              | 1,3     |      |
| La Rete                              | Progressisti                    | 1.139                              | 1,2     |      |
| ↳ Gesamt                             | Progressisti                    | 45.291                             | 46,2    |      |
|                                      | Polo delle Libertà              | Forza Italia                       | 16.274  | 16,6 |
| Lega Nord                            | Polo delle Libertà              | 4.411                              | 4,5     |      |
| ↳ Gesamt                             | Polo delle Libertà              | 20.685                             | 21,1    |      |
|                                      | Alleanza Nazionale              | Alleanza Nazionale                 | 13.364  | 13,6 |
|                                      | Patto per l’Italia              | Patto Segni                        | 7.231   | 7,4  |
| Partito Popolare Italiano            | Patto per l’Italia              | 5.899                              | 6,0     |      |
| ↳ Gesamt                             | Patto per l’Italia              | 13.130                             | 13,4    |      |
|                                      | Lista Marco Pannella            | Lista Marco Pannella               | 4.972   | 5,1  |
|                                      | Socialdemocrazia per le Libertà | Socialdemocrazia per le Libertà    | 330     | 0,3  |
|                                      | Partito Democratico             | Partito Democratico                | 176     | 0,2  |
| Gesamt                               | Gesamt                          | Gesamt                             | 97.948  | 100  |
|                                      |                                 |                                    |         |      |
| Ungültige Stimmen                    | Ungültige Stimmen               | Ungültige Stimmen                  | 2.393   | 2,4  |
| Wähler                               | Wähler                          | Wähler                             | 100.341 | 94,9 |
| Wahlberechtigte                      | Wahlberechtigte                 | Wahlberechtigte                    | 105.701 |      |
|                                      |                                 |                                    |         |      |
| Quelle: Innenministerium             |                                 |                                    |         |      |

#### Parlamentswahl 1996

##### Direktstimmen
| Kandidaten               | Kandidaten          | Parteien            | Stimmen | %    |
| ------------------------ | ------------------- | ------------------- | ------- | ---- |
|                          | Romano Prodigewählt | L’Ulivo             | 55.830  | 60,8 |
|                          | Filippo Berselli    | Polo per le Libertà | 35.972  | 39,2 |
| Gesamt                   | Gesamt              | Gesamt              | 91.802  | 100  |
|                          |                     |                     |         |      |
| Ungültige Stimmen        | Ungültige Stimmen   | Ungültige Stimmen   | 4.146   | 4,3  |
| Wähler                   | Wähler              | Wähler              | 95.948  | 92,3 |
| Wahlberechtigte          | Wahlberechtigte     | Wahlberechtigte     | 103.996 |      |
|                          |                     |                     |         |      |
| Quelle: Innenministerium |                     |                     |         |      |

##### Listenstimmen
| Parteien                                          | Parteien                             | Parteien                             | Stimmen | %    |
| ------------------------------------------------- | ------------------------------------ | ------------------------------------ | ------- | ---- |
|                                                   | L’Ulivo                              | Partito Democratico della Sinistra   | 30.297  | 32,6 |
| Popolari per Prodi (PPI – SVP – PRI – UD – Prodi) | L’Ulivo                              | 9.285                                | 10,0    |      |
| Rinnovamento Italiano                             | L’Ulivo                              | 3.810                                | 4,1     |      |
| Federazione dei Verdi                             | L’Ulivo                              | 2.767                                | 3,0     |      |
| ↳ Gesamt                                          | L’Ulivo                              | 46.159                               | 49,6    |      |
|                                                   | Polo per le Libertà                  | Alleanza Nazionale                   | 16.170  | 17,4 |
| Forza Italia                                      | Polo per le Libertà                  | 13.129                               | 14,1    |      |
| CCD – CDU                                         | Polo per le Libertà                  | 3.854                                | 4,1     |      |
| ↳ Gesamt                                          | Polo per le Libertà                  | 33.153                               | 35,6    |      |
|                                                   | Partito della Rifondazione Comunista | Partito della Rifondazione Comunista | 6.755   | 7,3  |
|                                                   | Lega Nord                            | Lega Nord                            | 3.352   | 3,6  |
|                                                   | Lista Pannella – Sgarbi              | Lista Pannella – Sgarbi              | 2.958   | 3,2  |
|                                                   | Fiamma Tricolore                     | Fiamma Tricolore                     | 400     | 0,4  |
|                                                   | Nuova Democrazia                     | Nuova Democrazia                     | 273     | 0,3  |
| Gesamt                                            | Gesamt                               | Gesamt                               | 93.050  | 100  |
|                                                   |                                      |                                      |         |      |
| Ungültige Stimmen                                 | Ungültige Stimmen                    | Ungültige Stimmen                    | 2.925   | 3,0  |
| Wähler                                            | Wähler                               | Wähler                               | 95.975  | 92,3 |
| Wahlberechtigte                                   | Wahlberechtigte                      | Wahlberechtigte                      | 103.996 |      |
|                                                   |                                      |                                      |         |      |
| Quelle: Innenministerium                          |                                      |                                      |         |      |

#### Nachwahl 1999
Die Wahl fand am 28. November statt.
| Kandidaten                                      | Kandidaten           | Parteien                                                        | Stimmen | %    |
| ----------------------------------------------- | -------------------- | --------------------------------------------------------------- | ------- | ---- |
|                                                 | Arturo Parisigewählt | L’Ulivo                                                         | 31.043  | 48,9 |
|                                                 | Sante Tura           | Forza Italia – Alleanza Nazionale – CCD–CDU – Governare Bologna | 28.666  | 45,2 |
|                                                 | Tiziano Loreti       | Partito della Rifondazione Comunista                            | 2.854   | 4,5  |
|                                                 | Anna Banasiak        | Lega Nord                                                       | 732     | 1,2  |
|                                                 | Marc Busin           | Italia Unita dei Liberaldemocratici                             | 188     | 0,3  |
| Gesamt                                          | Gesamt               | Gesamt                                                          | 63.483  | 100  |
|                                                 |                      |                                                                 |         |      |
| Ungültige Stimmen                               | Ungültige Stimmen    | Ungültige Stimmen                                               | 1.441   | 2,2  |
| Wähler                                          | Wähler               | Wähler                                                          | 64.924  | 64,5 |
| Wahlberechtigte                                 | Wahlberechtigte      | Wahlberechtigte                                                 | 100.703 |      |
|                                                 |                      |                                                                 |         |      |
| Quellen: Camera dei deputati – Innenministerium |                      |                                                                 |         |      |

#### Parlamentswahl 2001

##### Direktstimmen
| Kandidaten               | Kandidaten           | Parteien           | Stimmen | %    |
| ------------------------ | -------------------- | ------------------ | ------- | ---- |
|                          | Arturo Parisigewählt | L’Ulivo            | 47.990  | 55,5 |
|                          | Sante Tura           | Casa delle Libertà | 33.145  | 38,3 |
|                          | Marco Beltrandi      | Lista Emma Bonino  | 2.267   | 2,6  |
|                          | Mario Alvisi         | Lista Di Pietro    | 2.086   | 2,4  |
|                          | Lucio Vascotto       | Democrazia Europea | 1.042   | 1,2  |
| Gesamt                   | Gesamt               | Gesamt             | 86.530  | 100  |
|                          |                      |                    |         |      |
| Ungültige Stimmen        | Ungültige Stimmen    | Ungültige Stimmen  | 2.347   | 2,6  |
| Wähler                   | Wähler               | Wähler             | 88.877  | 89,7 |
| Wahlberechtigte          | Wahlberechtigte      | Wahlberechtigte    | 99.064  |      |
|                          |                      |                    |         |      |
| Quelle: Innenministerium |                      |                    |         |      |

##### Listenstimmen
| Parteien                               | Parteien                             | Parteien                             | Stimmen | %    |
| -------------------------------------- | ------------------------------------ | ------------------------------------ | ------- | ---- |
|                                        | L’Ulivo                              | Democratici di Sinistra              | 24.148  | 27,9 |
| La Margherita (Dem – PPI – RI – Udeur) | L’Ulivo                              | 13.991                               | 16,2    |      |
| Il Girasole (FdV – SDI)                | L’Ulivo                              | 1.918                                | 2,2     |      |
| Partito dei Comunisti Italiani         | L’Ulivo                              | 1.251                                | 1,4     |      |
| ↳ Gesamt                               | L’Ulivo                              | 41.308                               | 47,7    |      |
|                                        | Casa delle Libertà                   | Forza Italia                         | 18.983  | 21,9 |
| Alleanza Nazionale                     | Casa delle Libertà                   | 11.775                               | 13,6    |      |
| CCD – CDU                              | Casa delle Libertà                   | 1.822                                | 2,1     |      |
| Lega Nord                              | Casa delle Libertà                   | 1.050                                | 1,2     |      |
| Nuovo PSI                              | Casa delle Libertà                   | 642                                  | 0,7     |      |
| ↳ Gesamt                               | Casa delle Libertà                   | 34.272                               | 39,6    |      |
|                                        | Partito della Rifondazione Comunista | Partito della Rifondazione Comunista | 4.147   | 4,8  |
|                                        | Italia dei Valori                    | Italia dei Valori                    | 3.157   | 3,6  |
|                                        | Lista Emma Bonino                    | Lista Emma Bonino                    | 2.490   | 2,9  |
|                                        | Democrazia Europea                   | Democrazia Europea                   | 1.093   | 1,3  |
|                                        | Paese Nuovo                          | Paese Nuovo                          | 44      | 0,1  |
|                                        | Abolizione Scorporo                  | Abolizione Scorporo                  | 28      | 0,0  |
| Gesamt                                 | Gesamt                               | Gesamt                               | 86.539  | 100  |
|                                        |                                      |                                      |         |      |
| Ungültige Stimmen                      | Ungültige Stimmen                    | Ungültige Stimmen                    | 2.335   | 2,6  |
| Wähler                                 | Wähler                               | Wähler                               | 88.874  | 89,7 |
| Wahlberechtigte                        | Wahlberechtigte                      | Wahlberechtigte                      | 99.064  |      |
|                                        |                                      |                                      |         |      |
| Quelle: Innenministerium               |                                      |                                      |         |      |

## Von 2017 bis 2020

### Wahlkreisgebiet
Der Wahlkreis umfasste den Teil der Gemeinde Bologna, der aus folgenden Stadtviertel bestand: Bolognina, Colli, Corticella, Galvani, Irnerio, Malpighi, Marconi, Mazzini, Murri, San Donato, San Ruffillo und San Vitale.

### Wahlergebnisse

#### Parlamentswahl 2018
| Kandidaten               | Kandidaten              | Stimmen | %    | Listen                                                  | Stimmen | %    |
| ------------------------ | ----------------------- | ------- | ---- | ------------------------------------------------------- | ------- | ---- |
|                          | Andrea De Mariagewählt  | 54.713  | 37,2 | Partito Democratico – Italia Democratica e Progressista | 41.708  | 28,4 |
| +Europa                  | Andrea De Mariagewählt  | 54.713  | 37,2 | 9.609                                                   | 6,5     |      |
| Italia Europa Insieme    | Andrea De Mariagewählt  | 54.713  | 37,2 | 2.222                                                   | 1,5     |      |
| Civica Popolare          | Andrea De Mariagewählt  | 54.713  | 37,2 | 1.174                                                   | 0,8     |      |
|                          | Paola Francesca Scarano | 40.039  | 27,2 | Lega per Salvini Premier                                | 19.319  | 13,1 |
| Forza Italia             | Paola Francesca Scarano | 40.039  | 27,2 | 14.592                                                  | 9,9     |      |
| Fratelli d’Italia        | Paola Francesca Scarano | 40.039  | 27,2 | 5.377                                                   | 3,7     |      |
| Noi con l’Italia – UDC   | Paola Francesca Scarano | 40.039  | 27,2 | 751                                                     | 0,5     |      |
|                          | Alessandra Carbonaro    | 31.636  | 21,5 | Movimento 5 Stelle                                      | 31.636  | 21,5 |
|                          | Anna Falcone            | 12.746  | 8,7  | Liberi e Uguali                                         | 12.746  | 8,7  |
|                          | Olawale Jelili Oladejo  | 4.183   | 2,8  | Potere al Popolo!                                       | 4.183   | 2,8  |
|                          | Michele Cirinesi        | 958     | 0,7  | Partito Comunista                                       | 958     | 0,7  |
|                          | Filippo Berselli        | 834     | 0,6  | CasaPound Italia                                        | 834     | 0,6  |
|                          | Giuseppe Spaccapaniccia | 766     | 0,5  | Il Popolo della Famiglia                                | 766     | 0,5  |
|                          | Luca Baschieri          | 478     | 0,3  | Italia agli Italiani (FT – FN)                          | 478     | 0,3  |
|                          | Domenico Minadeo        | 354     | 0,2  | Per una Sinistra Rivoluzionaria (SCR – PCL)             | 354     | 0,2  |
|                          | Daniela Memmo           | 281     | 0,2  | Partito Repubblicano Italiano – ALA                     | 281     | 0,2  |
| Gesamt                   | Gesamt                  | 146.988 | 100  |                                                         | 146.988 | 100  |
|                          |                         |         |      |                                                         |         |      |
| Ungültige Stimmen        | Ungültige Stimmen       | 3.615   | 2,4  |                                                         |         |      |
| Wähler                   | Wähler                  | 150.603 | 75,9 |                                                         |         |      |
| Wahlberechtigte          | Wahlberechtigte         | 198.379 |      |                                                         |         |      |
|                          |                         |         |      |                                                         |         |      |
| Quelle: Innenministerium |                         |         |      |                                                         |         |      |